# الرماية في دورة الألعاب العربية 1997
دورة الألعاب العربية الثامنة حدثت وقائعها في العاصمة اللبنانية بيروت سنة 1997 وذلك للفترة من 12 يوليو ولغاية 27 يوليو. 

## النتائج الكاملة
| Event          | ذهبية           | فضية                  | برونزية                 |
| -------------- | --------------- | --------------------- | ----------------------- |
| السكيت         | خالد ثابت (مصر) | صلاح المطيري (الكويت) | مكرم ربيز (لبنان)       |
| دوبل تراب فردي | ايمن مزهر (مصر) | جورج شمعون (لبنان)    | احمد الاسمري (السعودية) |
| تراب           | جو سالم (لبنان) | فهد التيحاني (الكويت) | فيصل عيتاني (لبنان)     |